# Gray Maynard
Gray Maynard (ur. 9 maja 1979 w Phoenix) − amerykański zapaśnik oraz zawodnik mieszanych sztuk walki (MMA), dwukrotny pretendent do pasa mistrzowskiego UFC wagi lekkiej.

## Kariera MMA
Zadebiutował 21 kwietnia 2006 roku, pokonując Joshuę Powella przez techniczny nokaut. W 2007 wziął udział w reality show The Ultimate Fighter w którym doszedł do półfinału (przegrywając w nim z Natem Diazem) lecz mimo porażki dostał angaż w UFC i stoczył pojedynek na finałowej gali TUF'a z Robem Emersonem. W trakcie pojedynku przy jednym z obaleń rywala, Maynard uderzył głową o podłoże oktagonu i stracił przytomność, a Emerson doznał kontuzji żeber co skutkowało niezdolnością obydwu zawodników do kontynuowania pojedynku i ogłoszono no contest.
W latach 2007–2010 stoczył siedem pojedynków, wszystkie wygrane m.in. z Dennisem Siverem, Frankie Edgarem oraz rewanżowe z Diazem. 19 września 2007 roku znokautował w rekordowe 9 sekund Joe Veresa (co było rekordem do 29 sierpnia 2009). 28 kwietnia 2010 pokonał Kennego Floriana w eliminatorze do walki o pas mistrza wagi lekkiej. 1 stycznia 2011 zremisował w pojedynku mistrzowskim z ówczesnym mistrzem Frankiem Edgarem który zachował pas. Do ich trzeciego starcia doszło pod koniec roku 8 października. Maynard mimo prowadzenia przez pierwsze rundy (m.in. posłał dwukrotnie mistrza na deski) przegrał z Edgarem przez KO w 4. rundzie. 
W latach 2012–2015 stoczył pięć pojedynków, lecz tylko jeden zdołał wygrać - z Clayem Guidą. Ponosił porażki m.in. z TJ Grantem, w kolejnym rewanżu z Natem Diazem czy Rossem Pearsonem, wszystkie przed czasem.
8 lipca 2016 przełamał zwycięską niemoc, pokonując Fernando Bruno jednogłośnie na punkty. 3 grudnia 2016 przegrał z Ryanem Hallem, natomiast 7 lipca 2017 wypunktował Teruto Ishiharę.

## Osiągnięcia
Zapasy:
- National Collegiate Athletic Association[7]
  - 2001, 2002, 2003: NCAA Division I All-American
  - 2001: NCAA Division I - 8. miejsce (71 kg)
  - 2002: NCAA Division I - 7. miejsce (71 kg)
  - 2003: NCAA Division I - 7. miejsce (71 kg)

Mieszane sztuki walki:
- 2011: World MMA Awards - Walka Roku przeciwko Frankiemu Edgarowi[8]
- 2011: Sherdog - Walka Roku przeciwko Frankiemu Edgarowiprzeciwko Frankiemu Edgarowi[9]